# HD117057
HD117057 — хімічно пекулярна зоря спектрального класу B9, що має видиму зоряну величину в смузі V приблизно  8,2.
Вона  розташована на відстані близько 2346,4 світлових років від Сонця.

## Фізичні характеристики
Телескоп Гіппаркос зареєстрував фотометричну змінність  даної зорі з періодом    1,62 доби в межах від  Hmin= 8,18 до  Hmax= 8,09.

## Пекулярний хімічний склад
Зоряна атмосфера HD117057 має підвищений вміст 
Si
.